# 中望CAD
中望CAD是由广州中望龙腾软件股份有限公司所开发的，主要面向二维设计的CAD软件，兼容AutoCAD，功能和操作习惯与之基本一致，可应用于通信、建筑、煤炭、水利水电、商电子、机械、模具等勘察设计和制造业领域。现最新软件版本是中望CAD 2025。
中望CAD提供超过15种语言的版本，并拥有超过90万名的授权用户。

## 特点

### 和主流CAD相兼容
中望CAD能够兼容主流的2D CAD图纸格式（如 DWG、DWT、DXF、DWF），可直接读取和保存常见图形信息。此外，中望CAD的操作界面和功能指令与其他2D CAD软件类似，方便用户入手。

### 永久授权
中望CAD提供终身授权方式和自愿升级等方式。客户一次购买某个版本的中望CAD，可以永久使用该版本。如果需要升级，则需另外收取升级费。

### 跨平台
中望CAD支持Windows平台和Linux平台，其中Linux平台下的版本为预装版，支持基本的查看和编辑操作，相对于Windows版本的功能上仍有一定的差距。

## 历史
2002年，第一代中望CAD发布。2004年，中望CAD开始往海外市场推广。
2012年，第二代中望CAD发布，同年发布iOS客户端版本的中望CAD移动端应用。2014年，推出相应的Android客户端版本，并在次年改名为“CAD 派客云图”。
2016年，第三代中望CAD发布，中望软件号称其为“具有自主核心技术的2D CAD平台产品”。
2020年，中望软件首次公开募股，并于5月进入问询阶段。但由于保荐机构广发证券因康美药业造假案而被暂停保荐机构资格6个月，中望软件于7月终止了IPO。同年9月，中网软件更换华泰证券作为承销商，重新发布招股书等文件。2021年3月11日，中望软件登陆科创板，发行价位列科创板第五高。

## 衍生版本
为了细分市场，中望软件在中望CAD的基础上，根据不同行业的需求进一步开发的衍生版本有：
- 中望CAD Linux预装版：中望CAD在Linux操作系统上的版本，支持基本的编辑、打印等操作，兼容多数国产芯片和国产操作系统。[11]
- 中望CAD机械版：在中望CAD的基础上增加机械设计的专用功能，并配备有标准零件图库，简化机械设计领域上的绘图工作。[15]
- 中望结构：在中望CAD的基础上增加结构设计的专用功能，使制图标准符合国家和行业标准。[16]
- 中望景园：针对园林景观行业施工图的辅助设计软件。[17]
- 中望地铁线路设计：基于中望CAD进一步开发的线路设计软件。[18]
- 中望龙腾冲压模：模具设计系统，可对模具的相关参数自动进行计算和分析。[19]
- 龙腾塑胶模具：针对塑胶模设计而开发的衍生版本，具有自动绘制、图库等功能。[20]

除此之外，中望软件推出了手机端的CAD应用软件，名为“CAD派客云图”，支持基础的浏览图纸、绘图改图等功能。

## 争议
2020年，广州中望龙腾软件股份有限公司首次公开募股，在递交给科创板的招股书上宣称其“掌握多项工业软件设计核心技术”、“拥有自主知识产权打造的内核”，但在知识产权方面上陷入了争议。

### 自主产权相关争议
中望软件在官网上宣称其是“国内同时掌握二三维CAD、CAM、CAE核心技术及产品开发能力的工业软件企业”，并在招股书上表示中望CAD“在核心层面具有自主知识产权的内核，并在此基础上开发”。而界面新闻则通过调查发现，中望软件目前仅有3项发明专利，其中只有1项为“原始取得”，而中望CAD是由国外组织ODA及ITC授权使用，存在着被断供的风险，因此认为中望所谓“完全自主知识产权”的说法不能成立，其在招股书中涉嫌信息披露不完整。对此，中望软件次日在官网发表声明称，其“对于ODA或者ITC的技术使用是源代码级别的，完全可控”，并且中望CAD的新版本与ITC提供的源代码的相似度不超过2.74%，且集中在非核心模块上。
文章发布不久后，上交所在第二轮问询函中对知识产权相关问题表示了关注，而中望软件则回应称，中望CAD的确使用了部分第三方技术，但技术依赖程度较低。如果断供，ITC的断供可能对产品部分功能产生影响，其需要用半年至一年左右时间完成自研；若ODA断供，则需要用三至四年时间才能完成自研。

### 中望CAD+侵权争议
2012年，中望软件曾推出宣称脱离ITC组织、拥有自主内核的中望CAD+，但其2012和2014版本被欧特克公司发现与其产品AutoCAD 2008在特定的操作下出现相同的错误，且提供了与AutoCAD未曾公开的内部命令完全一样的命令，因此被欧特克认定为侵权并提起诉讼。2015年11月，中望软件和欧特克达成和解。按和解协议约定，中望软件停止销售和使用欧特克的中望CAD+软件，不得侵犯或盗用任何欧特克专用资料或欧特克的任何知识产权，并分期向欧特克支付180万美元。此后，中望软件对中望CAD后续版本的部分功能进行了重新开发和升级迭代。